# 名古屋が最高!
『名古屋が最高!』（なごやがさいこう）は、1997年4月26日から1998年6月27日まで中部日本放送（CBC）で放送されたバラエティ番組。放送時間は毎週土曜 13:00 - 13:30 (JST) 。

## 概要
『進め!クリフハンガー冒険隊』終了後の後番組としてスタートした土曜昼のバラエティ番組で、毎回東海3県各地の町のいずれか1つをテーマにしたゲーム企画を実施していた。『クリフハンガー』はJR東海の一社提供で放送されていたが、この番組はノンスポンサーで放送されていた。司会の今田耕司と東野幸治は『今田・東野の血が騒ぐ』の終了以来CBCテレビへのレギュラー出演が途切れていたが、この番組で約3年半ぶりにレギュラーに復帰した。
最後の半年間に実施していたゲーム企画の一部は、この番組の終了後に同枠で放送された『太郎と花子』（フジテレビ系列局で放送されていた『クイズ&ゲーム太郎と花子』とは別物のローカル番組）でも同様に行われていた。

## 出演者

### 司会
- 今田耕司
- 東野幸治

### その他の主な出演者
- 藤原光博（リットン調査団） - 第1期のみに出演。
- 水野透（リットン調査団） - 第1期のみに出演。
- 板尾創路（130R）
- ほんこん（130R）
- 山田花子
- 宮迫博之（雨上がり決死隊）
- 蛍原徹（雨上がり決死隊）
- 島田珠代
- ほか

## 主な放送内容

### 第1期（1997年4月 - 5月）
この当時は、各回でテーマに取り上げる町の写真を使った神経衰弱ゲームに挑戦する企画を主体にしていた。スタジオには、その回でテーマに取り上げる町の在住者たちを招いていた。しかし、この企画は5回限りで終わってしまった。

### 第2期（1997年5月 - 12月）
前述の神経衰弱ゲームの打ち切りを受け、放送第6回目からは東海3県各地の町をテーマにしたクイズを出題するクイズ番組形式の企画を実施するようになった。パネラーには毎回3組の芸能人たちを招いていた。現地在住者たちも出演する点は第1期と同じである。トップ賞を獲得したパネラーにはその町の特産品などを進呈した。

### 第3期（1998年1月 - 6月）
最後の半年間では、今田たちレギュラー陣とゲストの芸能人と50人のスタジオ来場者たちが今田チームと東野チームに分かれて3つのゲームで対決する企画を主体にしていた。1番目と2番目に行うゲームでは1ポイントを、最後に行うゲームでは2ポイントを獲得できた。合計ポイントが同点だった場合には同点決勝を行った。
最後に行うゲームはほぼ毎回観客たちへのアンケートで対決するゲームで、レギュラー陣とゲストは自チームの観客25人を対象にトータライザーを使ってアンケートを取っていた。これを両チーム交互に行い、トータライザーのボタンを押す観客の人数を徐々に減らしていくというのがこのゲームの進行形式だった。スタジオセットの放射線状に並べられた蛍光灯型ランプの外側には人数を示す数字が書かれていて、アンケートに答えた観客の数よりも高い数のランプが消されていった。アンケートの内容はレギュラー陣とゲストの任意で決めることができたが、アンケートに答えた観客の数が前のターンの時よりもオーバーしたチームは即座に負けとされるルールだったので（同数だった場合はセーフ）、ゲームのラストでは両チームともに観客1人だけが対象となるような内容のアンケートを繰り返す接戦が幾度か繰り広げられていた。このゲームは元々は少数意見になるようなアンケートA⇔多数意見になるようなアンケートBを繰り返していき、少数意見Aの回答人数 - 多数意見Bの回答人数間の振り幅が制限されていく中で何回質問を続けられるかを競うというものだった。少数側と多数側の部分を1チームずつの領域に改めることによって機械自体は使い回しができた。
このゲームで勝利を収めたチームには、さらに観客25人で60秒間しりとりをしていくゲームに挑戦する権利が与えられた。これをクリアすればチーム参加者全員に1万円ずつが進呈された。このゲームのルールは一般的なしりとりと同様に、直前の回答者が答えた言葉の最後の文字が頭に付く言葉を制限時間内に答えていくというもので、同じ言葉は使えなかった。また、最後に「ん」の付く言葉を言ってしまった者がいた場合には即座に終了とされた。失敗時には、スタジオセットの台から炭酸ガスが噴き出した。これも元々は観客50人全員で100秒間しりとりに挑戦するゲームで、前述のアンケート対決ゲームとは無関係の独立したゲームだった。その当時は持ち時間が1人当たり2秒と非常に短かったため、難易度が高かった。

## エピソード
- この番組に出演した一般人が、後の2006年に同じく今田と東野が出演している『ノブナガ』の1コーナー「ごはんリレー」にも出演したことがある。当該回ではその当時の番組の映像が流されたが、東野の容姿は1997年当時も2006年当時もほとんど変わっていなかった。
- 1997年5月27日付け中日新聞の「中部110社来春の採用計画」という就職特集のページに、今田と東野のツーショット写真が入った、当番組のPR広告が掲載された。

『CBCだからできること』と題した、当該広告に添えられた文章に曰く「4年前、CBCテレビの深夜番組『正解るんです』でブレイクした今田＆東野。　メジャーになった今、また名古屋に帰って来てくれました。　人と人とのつながりを大切にするCBCだからこそ、この2人の新番組をスタートさせることができたのです。」（原文のまま）